# UFC Fight Night: Volkov vs. Rozenstruik
UFC Fight Night: Volkov vs. Rozenstruik (también conocido como UFC Fight Night 207 y UFC on ESPN+ 65 o UFC Vegas 56) fue un evento de artes marciales mixtas producido por Ultimate Fighting Championship que tuvo lugar el 4 de junio de 2022 en las instalaciones del UFC Apex en Enterprise, Nevada, parte del área metropolitana de Las Vegas, Estados Unidos.

## Antecedentes
El combate de peso pesado entre el ex Campeón de Peso Pesado de Bellator Aleksandr Vólkov y Jairzinho Rozenstruik encabezó el evento.
Se programó un combate de peso semipesado entre Alonzo Menifield y Nicolae Negumereanu para el evento. Sin embargo, Negumereanu fue retirado del evento por razones no reveladas y sustituido por Askar Mozharov.
Un combate de peso medio entre Joaquin Buckley y Abusupiyan Magomedov fue vinculado a este evento. Sin embargo, el combate se canceló por razones desconocidas.
Estaba previsto un combate de peso pluma entre Damon Jackson y Darrick Minner. Sin embargo, por razones no reveladas, Minner fue retirado del evento y fue sustituido por el recién llegado Daniel Argueta.

## Resultados
1. ↑  A da Silva Coelho se le descontó un punto en el segundo asalto por bloquear repetidamente los dedos del pie en la valla.

## Premios de bonificación
Los siguientes luchadores recibieron bonificaciones de $50000 dólares.
- Pelea de la Noche: Lucas Almeida vs. Michael Trizano
- Actuación de la Noche: Karine Silva y Ode' Osbourne